# Alexandr Sergejevič Gribojedov
Alexandr Sergejevič Gribojedov, rusky Александр Сергеевич Грибоедов (15. ledna 1795 Moskva – 11. února 1829 Teherán, Persie) byl ruský diplomat, překladatel a dramatik období romantismu. Jeho jediným významným samostatným dílem je veršovaná komedie Hoře z rozumu (1824, Горе от ума), vyznačující se krutou, smutnou a hořkou satirou na mravně devastovanou a podlézavou společnost bez pevného vnitřního přesvědčení a postoje, která dodnes patří k nejvýznamnějším hrám světového, evropského a ruského dramatu 19. století.

## Život
Alexandr Sergejevič Gribojedov se narodil roku 1795 v Moskvě v bohaté a urozené šlechtické rodině. Již od dětství se projevoval jako geniální dítě a získal znamenité vzdělání, které plně rozvinulo jeho rozumové vlohy. Po studiu v elitní šlechtické škole při Moskevské univerzitě v letech 1802–1805 vystudoval v následujících šesti letech tři fakulty (právnickou, filozofickou a přírodovědnou). Roku 1812 pak nastoupil jako dobrovolník k husarskému pluku, ale válečných operací proti napoleonské armádě se přímo nezúčastnil. Z této doby pochází také jeho první dramatický pokus, komedie o jednom dějství Mladí manželé (1815, Молодые супруги), která vznikla jako velmi volný překlad veselohry Rodinné tajemství (1809, Le secret du ménage) francouzského spisovatele Creuzé de Lessera (1771–1839). 
Roku 1816 ukončil Gribojedov své působení v armádě, usadil se v Petrohradě a začal pracovat na ministerstvu zahraničních věcí jako překladatel. Ovládal několik evropských a orientálních jazyků (mimo jiné např. francouzštinu, angličtinu, němčinu, italštinu, řečtinu, latinu, perštinu a turečtinu), studoval přírodní vědy a matematiku, byl i nadaným hudebníkem (hrál na flétnu, klavír a varhany). Byl výborný klavírista a složil i několik drobných klavírních skladeb. Záhy se seznámil s tehdejší pokrokovou mládeží (Puškin, Odojevskij, Čaadajev, Rylejev a další), jejichž diskuzí a besed se aktivně účastnil. Nejvíce se však i nadále zajímal o divadlo. S Pavlem Alexandrovičem Kateninem (1792–1853) napsal komedii Student (1817, Студент), kritizující sentimentálnost a přemrštěný romantismus, s Alexandrem Alexandrovičem Šachovským (1777–1846) a Nikolajem Ivanovičem Chmelnickým (1789–1845) komedii Naše rodinka (1817, Своя семья) a s Andrejem Andrejevičem Žandrem (1789–1873) volně přeložili pod názvem Předstíraná nevěra (1818, Притворная неверность) komedii francouzského dramatika Nicolase Thomase Bartha (1737–1785) Falešné nevěrnice (1768, Les fausses infidélités).
Po roce služby na ministerstvu byl Gribojedov pro účast v souboji, který vznikl na základě zákulisních intrik, poslán do Persie jako tajemník tamějšího vyslance, kam dorazil v únoru roku 1819. Usadil se v Tabrízu, studoval perštinu a arabštinu a přispěl k osvobození ruských zajatců z poslední rusko-perské války.  Události z působení a cest po Persii zaznamenával do svého deníku. Zároveň začal pracovat na své divadelní hře Hoře z rozumu. Odloučení od přátel v Rusku však velmi těžce nesl.
Roku 1822 se Gribojedovi podařilo přesídlit do Tiflisu (dnes Tbilisi) ke generálu Jermolovovi jako jeho tajemník pro věci východní, kde získal roku 1823 delší dovolenou a vrátil se do Moskvy. Zde pod vlivem nových dojmů ze života vyšší ruské aristokratické společnosti pokračoval v literární práci. Nejprve napsal s Petrem Andrejevičen Vjazemským (1792–1878) veselohru Kdo je bratr a kdo sestra (1823, Кто брат, кто сестра) a v létě roku 1824 dokončil své mistrovské dílo, satirickou komedii Hoře z rozumu.  Hra se stala brzy známou, v opisech se šířila po celém Rusku a především u mladší generace vyvolala neobyčejný dojem. Představitelé vyšší společnosti se však cítili dotčeni nelítostnou satirou a úspěšně bránili připuštění hry na jeviště (došlo k tomu až roku 1831, dva roky po autorově smrti).

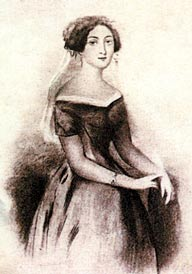
Nina Čavčavadze, Gribojedova manželka

Z Moskvy odcestoval Gribojedov do Petrohradu, kde pobýval téměř jeden rok. Poté navštívil Kyjev a Krym, roku 1825 se vrátil do Gruzie a své dojmy pěkně vylíčil v cestovních zápiscích. Když však v prosinci roku 1825 proběhlo neúspěšné děkabristické povstání, padlo při vyšetřování i Gribojedovo jméno. Gribojedov byl na Kavkaze zatčen a eskortován do Petrohradu. Po delší vyšetřovací vazbě byl však pro nedostatek důkazů propuštěn roku 1826 na svobodu. Vrátil se na Kavkaz a během rusko-perské války v letech 1826–1828 vykonal jako znalec Orientu platné služby při vyjednávání o mír. Byl poslán s návrhem výhodné mírové smlouvy k carovi, který jej za jeho služby jmenoval zplnomocněným velvyslancem na perském dvoře. Před svým odjezdem četl Gribojedov v Petrohradě svým přátelům úryvky z tragédie Gruzínská noc (Грузинская ночь), z níž se ale zachovaly jen dvě scény.
Při cestě do Persie se Gribojedov v Tiflisu v srpnu roku 1828 oženil s kněžnou Ninou Čavčavadze (1812–1857), dcerou známého gruzínského básníka Alexandra Gersevanoviče Čavčavadzeho. 

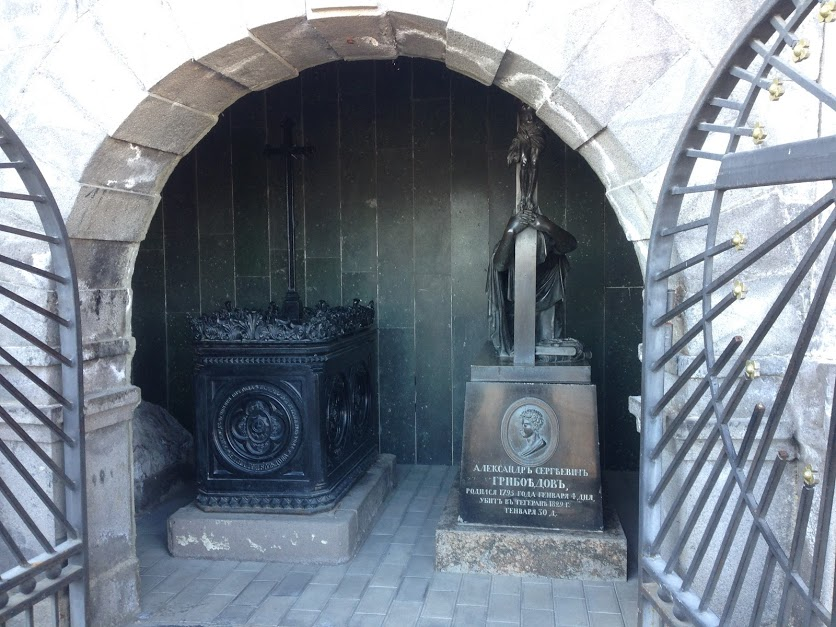
náhrobek A.S.Gribojedova (vpravo) a manželky Niny v Tbilisi (Mtacminda)

V Teheránu se měl Gribojedov starat o naplnění podmínek Turkmenčajské mírové dohody, speciální pokyny dostal především k návratu ruských, arménských a gruzínských zajatců. Ujal se mimo jiné také osvobozování zajatých křesťanských žen, které byly přinuceny konvertovat a posléze se dostaly do perských rodin. Některé ženy nebyly ani trochu nadšené ze své záchrany a ruské zasahování do privátních záležitostí perských domácností vyvolalo mezi obyvatelstvem nelibost. Dne 30. ledna 1829 se kolem ruské ambasády shromáždily davy nespokojenců. Demonstrující vtrhli do ambasády a zabili zde arménského eunucha Mirzu Jákúba, sloužícího dříve šáhovi jako pokladní harému, který chtěl odejít žít do Ruska. Odvlečeny byly také dvě arménské manželky z harému vysokého perského úředníka a několik protestujících bylo přitom zastřeleno kozáckou stráží, která se snažila bránit budovu. Těla zabitých byla odnesena do mešit, ale dav se vrátil, znovu vtrhl do budovy a zmasakroval všechny Rusy až na tajemníka Malceva, který se ukryl v sousedství a pak v převleku za Peršana utekl. Sám Alexandr Gribojedov byl zfanatizovaným davem, který v něm viděl nenáviděný symbol ruské moci, také zavražděn. Jako odškodnění za tuto tragickou událost poslal perský šáh caru Mikulášovi I. darem vzácný diamant Šáh o hmotnosti 88, 7 karátů, který je nyní součástí ruského pokladu uloženého v Kremlu.
Zohavené Gribojedovovo tělo bylo v červnu 1829 převezeno do Tiflisu a pochováno v jeskyni pod kostelem sv. Davida na svahu hory Mtacminda. V roce 1929, ke stému výročí jeho smrti, bylo na tomto místě oficiálně otevřeno čestné pohřebiště významných osobností Gruzie.
Gribojedov patří ke spisovatelům, jejichž všechna tvůrčí síla se projevila v jediném význačném uměleckém díle. Jeho básně i ostatní divadelní hry upadly v zapomenutí, ale jeho Hoře z rozumu je dodnes na repertoáru ruských i zahraničních divadelních scén.

## Dílo
- Mladí manželé (1815, Молодые супруги), komedie o jednom dějství ve verších, která vznikla jako velmi volný překlad veselohry Rodinné tajemství (1809, Le secret du ménage) francouzského spisovatele Creuzé de Lessera (1771–1839).
- Student (1817, Студент), komedie o třech dějstvích napsaná společně s Pavlem Alexandrovičem Kateninem (1792–1853), kritizující sentimentálnost a přemrštěný romantismus.
- Naše rodinka anebo Vdaná nevěsta (1817, Своя семья, или замужняя невеста"), komedie napsaná společně s Alexandrem Alexandrovičem Šachovským (1777–1846) a Nikolajem Ivanovičem Chmelnickým (1789–1845), líčící vydařené spiknutí mladého husarského důstojníka a jeho půvabné ženy Nataši proti svéhlavému a despotickému příbuzenstvu.
- Předstíraná nevěra (1818, Притворная неверность), komedie o jednom dějství ve verších napsaná společně s Andrejem Andrejevičem Žandrem (1789–1873). Jde o volný překlad komedie francouzského dramatika Nicolase Thomase Bartha (1737–1785) Falešné nevěrnice (1768, Les fausses infidélités).
- Kdo je bratr a kdo sestra (1823, Кто брат, кто сестра), komedie o jednom dějství napsaná společně s Petrem Andrejevičen Vjazemským (1792–1878).
- Hoře z rozumu (1824, Горе от ума)), satirická komedie o čtyřech dějstvích ve verších, autorovo mistrovské dílo, zachycující střet vzdělaného a svobodomyslného šlechtice s konzervativní vyšší společností. Ta hájí zachování starých pořádků a vzdělání a osvětu považuje za škodlivé. Hrdina rezignuje a odjíždí, protože ve společnosti prolezlé pokrytectvím a strachem se nedá žít.
- Gruzínská noc (1827, Грузинская ночь), tragédie z níž se zachovaly jen dvě scény.

## Česká vydání
- Hoře z rozumu, Praha 1895, přeložil Boleslav Kalenský,
- Hoře z rozumu, Jan Otto, Praha 1905, přeložil J. Vevever, znovu 1913.
- Hoře z rozumu, Jan Otto, Praha 1932, přeložil František Táborský,
- Hoře z rozumu, Svoboda, Praha 1947, přeložili Marie Marčanová, Bohumil Mathesius a Zdenka Niliusová,
- Hoře z rozumu, SNKLHU, Praha 1954, přeložil Bohumil Franěk, znovu DILIA, Praha 1972 a Odeon, Praha 1979.
- Naše rodinka anebo Vdaná nevěsta, ČDLJ, Praha 1954, přeložil Bohumil Franěk,
- Vdaná nevěsta, Orbis, Praha 1957, přeložil Václav Daněk,
- Hoře z rozumu, DILIA, Praha 1970, přeložil Václav Renč.